# Giuliano De Stabile
Giuliano De Stabile (3 de junio de 1973) es un deportista italiano que compitió en remo. Ganó dos medallas en el Campeonato Mundial de Remo en los años 1995 y 1997.

## Palmarés internacional
| Campeonato Mundial | Campeonato Mundial     | Campeonato Mundial | Campeonato Mundial |
| Año                | Lugar                  | Medalla            | Prueba             |
| ------------------ | ---------------------- | ------------------ | ------------------ |
| 1995               | Tampere (Finlandia)    | Medalla de oro     | Dos con timonel    |
| 1997               | Aiguebelette (Francia) | Medalla de plata   | Cuatro con timonel |